# Kenòs
Kenòs ist eine italienische Progressive-Death-Metal-Band aus Busto Arsizio, Lombardei, die im Jahr 1996 unter dem Namen Underwise gegründet wurde.

## Geschichte
Die Band wurde im Jahr 1996 unter dem Namen Underwise gegründet. Im Jahr 2001 änderte die Band nach ein paar Besetzungswechseln ihren Namen in Kenòs. Danach begann sie mit dem Schreiben der ersten Lieder und mit einigen Live-Auftritten. Im Jahr 2002 veröffentlichte die Band die EP Rigor mortis über MAE Productions. Die EP verkaufte etwa 1000 Kopien in den ersten sechs Monaten. Später im Jahr änderte sich die Besetzung zudem erneut etwas. Gegen Ende des Jahres stieß die Band auf den Produzenten Giuseppe Morazzoni. Im Januar 2003 produzierte die Band ein neues Album namens Intersection. Die Lieder wurden innerhalb von vier Monaten aufgenommen und im selben Jahr über Adrenaline Records veröffentlicht. Dadurch erreichte die Band Auftritte zusammen mit The Crown, Entombed, Novembre, Labyrinth, Mortuary Drape, Incantation, Dismember, Ephel Duath und Rotting Christ.
Anfang 2007 veröffentlichte die Band das Album The Craving über Lucretia Records. Der Veröffentlichung folgte eine Tour durch Europa zusammen mit Vital Remains. Im Jahr 2008 begann die Band mit den Arbeiten zum Album X-Torsion. Die Aufnahmen dazu fanden in den Green Sound Studios statt. Das Album wurde über My Kingdom Music am 5. Januar 2010 veröffentlicht.
Im November 2011 veröffentlichte die Band die EP Nightrain to Samara.

## Stil
Die Band spielt technisch anspruchsvollen, progressiven Death Metal. Der Einsatz von gutturalem Gesang ist typisch, wobei auch vereinzelt klarer Gesang verwendet wird. Zudem gibt es in den Liedern auch einige melodische Passagen.

## Diskografie
- 2002: Rigor mortis (EP, MAE Productions)
- 2003: Extracte from: Intersection (Demo, Eigenveröffentlichung)
- 2004: Intersection (Album, Adrenaline Records)
- 2006: The Craving Promo 2006 (Demo, Eigenveröffentlichung)
- 2007: The Craving (Album, Lucretia Records)
- 2010: X-Torsion (Album, My Kingdom Music)
- 2011: Nightrain to Samara (Album, My Kingdom Music)